# Pierre Auguste Cot

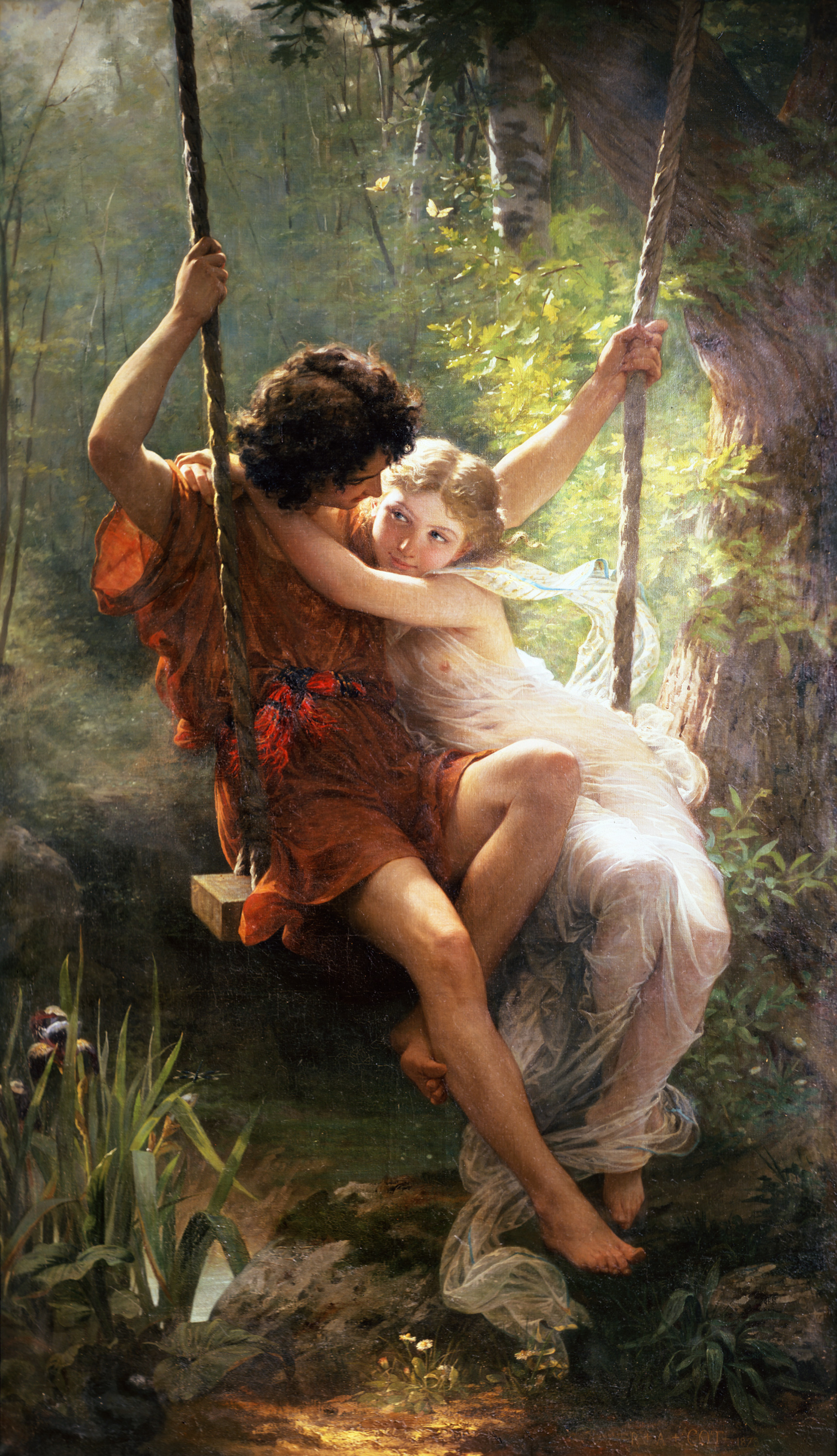
Wiosna, 1873

Pierre Auguste Cot (ur. 17 lutego 1837, zm. w lipcu 1883) – francuski malarz, przedstawiciel akademizmu.
Urodził się w Bédarieux, początkowo studiował w École des Beaux-Arts w Tuluzie, później przeniósł się do Paryża. Jego nauczycielami byli Léon Cogniet, Alexandre Cabanel i William Bouguereau. Malował tematy mitologiczne, cieszył się znacznym uznaniem jako portrecista. Kawaler Legii Honorowej (1874).

## Ważniejsze prace
- Dionysia, (1870)
- Ofelia, (1870)
- Cyganka (La Bohémienne), (1871)
- Wiosna (Les Printemps), (1873)
- Burza (La Tempête), (1880)